# Robert Zimmer (Philosoph)

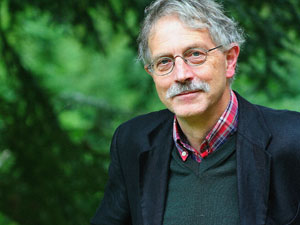
Robert Zimmer

Robert Zimmer (* 25. Oktober 1953 in Trier) ist ein deutscher Philosoph, Essayist und Literaturwissenschaftler. Als freier Autor und Publizist veröffentlicht er vor allem populärwissenschaftliche Einführungen in die Philosophie.

## Leben
Robert Zimmer verbrachte seine Schulzeit in Saarbrücken. Sein Studium der Philosophie und Anglistik an der Universität des Saarlandes in Saarbrücken schloss er 1981 mit einer Magisterarbeit über Benedetto Croce (Einheit und Entwicklung in Benedetto Croces Ästhetik) ab, die 1985 auch veröffentlicht wurde. Die Arbeit schließe "eine wichtige Lücke in der Forschung", so der italienische Philosoph Riccardo Pozzo, "da sie mit Vollständigkeit, Präzision, Belesenheit und eigenständiger Argumentation einen zentralen Begriff der Philosophie Croces ausführlich darstellt." 1989 promovierte Zimmer mit einer Dissertation über Edmund Burke an der Heinrich-Heine-Universität Düsseldorf, Edmund Burkes Rhetorik in seinen irischen Schriften. Zimmer arbeitete bis 1991 als Dozent an der Heinrich-Heine-Universität und bis 1996 als Lehrbeauftragter an der Freien Universität Berlin und der Technischen Universität Berlin. Zudem war er viele Jahre als Dozent an Volkshochschulen tätig. Danach begann er als freier Sachbuchautor zu arbeiten. Von 1986 bis 2013 lebte er in Berlin, von 2013 bis 2022 in Stuttgart und seit 2022 in Saarbrücken und Stadtkyll/Eifel.

## Werk
Zimmers Anliegen ist es, klassische Inhalte der Philosophie in einer verständlichen Sprache einem breiten Publikum zu vermitteln. Deshalb ist auch die Tradition der Essayistik von Montaigne über Sainte-Beuve bis Schopenhauer für ihn prägend. 2013 legte Zimmer die seit Jahrzehnten erste Auswahlübersetzung von Sainte-Beuves „Causeries du Lundi“ vor. In seiner 2010 erschienenen Schopenhauer-Biographie stellt er den Philosophen in die Tradition der Moralistik und Aufklärung. Sein bekanntestes Buch ist das 2004 erschienene und in mehrere Sprachen übersetzte Das Philosophenportal, der erste Teil einer werkorientierten, essayistisch angelegten Philosophiegeschichte, dem 2007 Das neue Philosophenportal folgte. Mit dem Großen Philosophenportal und dem Kurzessayband Basis Bibliothek Philosophie wurde das Projekt 2009 vollendet. Zimmer gehört in den Umkreis des Kritischen Rationalismus. Zusammen mit Martin Morgenstern schrieb er eine Biographie zu Karl Popper und gab den Briefwechsel zwischen Karl Popper und Hans Albert heraus. Poppers methodische Maxime des Versuch und Irrtum (engl. trial and error) versucht er für eine Erneuerung der Moralistik und eine Philosophie der Lebenskunst fruchtbar zu machen (Siehe u. a. Leben als Versuch und Irrtum. Essays zu einer kritisch-rationalen Philosophie der Lebenskunst, 2016). Zimmer ist Mitglied der beiden Constantin-Brunner Stiftungen und setzt sich für die Wiederentdeckung des Werks des deutsch-jüdischen Philosophen Constantin Brunner ein.

## Publikationen
- Weltklugheit. Die Tradition der europäischen Moralistik. Schwabe Verlag, Basel 2020, ISBN 978-3-7965-3825-4.
- als Hrsg. mit Jürgen Stenzel: "Was du nicht richtig denkst, das musst du verkehrt leben." Ein Constantin Brunner-Lesebuch. Verlag Königshausen & Neumann, Würzburg 2019, ISBN 978-3-8260-6493-7.
- Schopenhauer und die Folgen. Verlag J.B.Metzler, Stuttgart 2018, ISBN 978-3-476-04641-3.
- Constantin Brunner. Philosoph und Weisheitslehrer. Verlag Hentrich & Hentrich, Berlin 2017, ISBN 978-3-95565-201-2.
- Leben als Versuch und Irrtum. Essays zu einer kritisch-rationalen Philosophie der Lebenskunst. Verlag der blaue reiter, Hannover 2016, ISBN 978-3-933722-52-2.
- mit Martin Morgenstern: Karl R. Popper. Eine Einführung in Leben und Werk. Verlag Mohr Siebeck, Tübingen 2015, ISBN 978-3-16-153576-5.
- Denksport Philosophie. Fragen, Argumente, Gedankenspiele. Deutscher Taschenbuch Verlag, München 2015, ISBN 978-3-423-26051-0.
- als Hrsg. und Übers.: Sainte-Beuve: Causerien am Montag: Aufklärung aus dem Geist der Salons.  Verlag Das Arsenal, Berlin 2013, ISBN 978-3-931109-61-5.
- mit Martin Morgenstern: Die großen Fragen. Eine Geschichte der philosophischen Probleme im Überblick. Reclam Verlag, Stuttgart 2011, ISBN 978-3-15-020216-6.
- Arthur Schopenhauer. Ein philosophischer Weltbürger. Deutscher Taschenbuch Verlag, München 2010, ISBN 978-3-423-24800-6.
- Das große Philosophenportal. Deutscher Taschenbuch Verlag, München 2009, ISBN 978-3-423-34582-8.
- Basis Bibliothek Philosophie. Reclam Verlag, Stuttgart 2009, ISBN 978-3-15-020137-4.
- als Hrsg.: Glück und Lebenskunst. Sonderheft v. Aufklärung und Kritik. Band 14/2008. ISSN 0945-6627.
- Das Neue Philosophenportal. Deutscher Taschenbuch Verlag, München 2007, ISBN 978-3-423-34439-5.
- Hans Albert/Karl Popper. Briefwechsel. Herausgegeben von Martin Morgenstern und Robert Zimmer. Fischer, Frankfurt am Main 2005, ISBN 3-596-16586-5.
- Das Philosophenportal. Deutscher Taschenbuch Verlag, München 2004, ISBN 3-423-34118-1.
- mit Martin Morgenstern: Denkwege der Philosophiegeschichte. Artemis & Winkler, Düsseldorf 2003, ISBN 3-538-07166-7.
- mit Martin Morgenstern: Karl Popper. Deutscher Taschenbuch Verlag, München 2002, ISBN 3-423-31060-X.
- Philosophie. Von der Aufklärung bis heute. Cornelsen Scriptor, Berlin 2001, ISBN 3-589-21499-6.
- Die europäischen Moralisten zur Einführung. Junius, Hamburg 1999, ISBN 3-88506-998-9.
- mit Martin Morgenstern: 1998–2002 Treffpunkt Philosophie. Lehrbuch für die Sekundarstufe II. 5 Bände Patmos, Düsseldorf.
- Edmund Burke zur Einführung. Junius, Hamburg 1995, ISBN 3-88506-908-3.
- mit Martin Morgenstern: HinterGründe. Die Philosophie und ihre Fragen. Patmos, Düsseldorf 1995, ISBN 3-491-72338-8.